# Luisa Belgická
Princezna Luisa Marie Amélie Belgická (francouzsky Louise Marie de Belgique, 18. února 1858 Brusel – 1. března 1924 Wiesbaden) byla belgická královská princezna z rodu Wettinů v linii Sasko-Kobursko-Gothajských. Sňatkem se svým bratrancem princem Filipem Sasko-Kobursko-Gothajským si zachovala rodné tituly princezny sasko-kobursko-gothajské a saské vévodkyně.
Louisa se narodila za vlády svého dědečka Leopolda I. Belgického a jméno dostala po své babičce královně Luise. Vdala se 4. února 1875 v Bruselu za svého bratrance z druhého kolena prince Filipa. Luisa a Filip se usadili ve Vídni, kde se jim narodily dvě děti: Leopold Klement, narozený v roce 1878, a Doroteu, narozenou v roce 1881.
Luisino manželství se rychle rozpadlo. Obdařená silnou a celistvou osobností se odmítla podřídit manželovi, který jí nevyhovoval a který jí byl vnucen ze státních důvodů. Reagovala na to tím, že vedla okázalý a světácký život krásky na vídeňském dvoře. Luisu brzy předcházela pověst skandalistky, jíž dala za pravdu několika po sobě jdoucími aférami, než se zamilovala do Gezy Mattachiche, důstojníka a příslušníka chorvatské šlechty, jehož matka Anna Kuchtich de Oskocz (nar. 1847) byla podruhé provdána za hraběte Oskara Kegleviče z Buzinu (1839-1918), politika a poslance chorvatského Saboru. Evropu pohoršilo, když její manžel nechal Luisu prohlásit za nepříčetnou a přesvědčil rakouského císaře Františka Josefa I., aby ji internoval v psychiatrické léčebně, zatímco Mattachich byl obviněn z padělání a uvězněn. Po čtyřech letech byl Mattachich propuštěn a podařilo se mu pomoci princezně uprchnout. Oba pak cestovali po Evropě. Poté, co se podařilo prokázat její duševní rovnováhu, se Luisa v roce 1906 pokojně rozvedla.
Luisa začala žít jako osoba bez státní příslušnosti. Spolu se svou sestrou Štěpánkou podala několik žalob proti belgickému státu, které byly nakonec neúspěšné, aby získala zpět dědictví po jejich otci, který zemřel v roce 1909. V roce 1914 se jí však podařilo získat část majetku krále Leopolda II. První světová válka a porážka Německa Luisu ještě více zbídačily, a tak se rozhodla vydat své paměti pod názvem Autour des trônes que j'ai vu tomber (Kolem trůnů, které jsem viděla padat), které jsou zároveň svědectvím o životě na evropských dvorech. Princ Filip, její bývalý manžel, zemřel v roce 1921. V roce 1924, ve věku 66 let, zemřela Luisa v chudobě, rok po svém milenci Mattachichovi. Jejím jediným žijícím potomkem byla dcera Dorotea, kterou již neviděla. Hlavní památkou, kterou v Belgii zanechala, je bruselská Avenue Louise, pojmenovaná po ní.

## Život

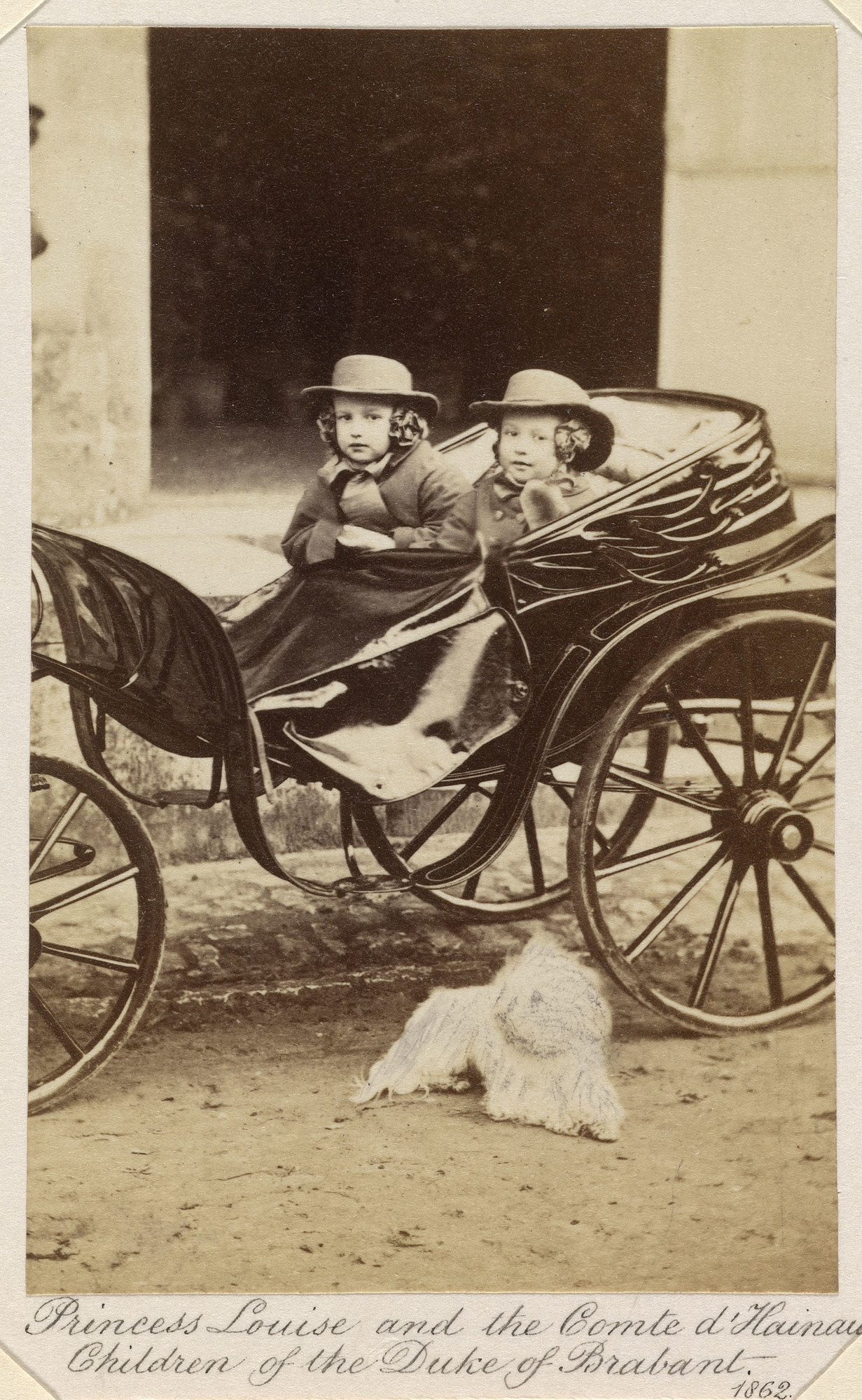
Princezna Luisa se svým bratrem Leopoldem, 1862

### Původ, mládí
Princezna Luisa, vnučka belgického krále Leopolda I., byla prvním dítětem vévody (budoucího krále Leopolda II.) a vévodkyně brabantské (rozené arcivévodkyně Marie Jindřišky Habsbursko-Lotrinské), nešťastného a nesourodého páru. O jejich sňatku rozhodli v roce 1853 s cílem upevnit spojenectví s Belgickým královstvím jak král Leopold I., tak Habsburkové, aniž by se poradili s ženichem a nevěstou, jejichž zájmy byly téměř ve všem protichůdné: Brabantský vévoda byl stěží přitahován rodinným životem a vášnivě se zajímal o politiku a hospodářství království, jemuž se chystal vládnout, zatímco Marie Jindřiška byla mladá žena zběhlá v náboženství a její zájmy se omezovaly na jízdu na koni, psy a hudbu.
Teprve po čtyřech letech Marie Jindřiška poprvé otěhotněla a 18. února 1858 se jí v bruselském královském paláci narodila holčička. Rodiče byli zklamáni, protože dcera nemohla nastoupit na trůn a budoucnost dynastie tak nebyla zaručena.
Princezna byla pokřtěna 28. března jako Louise Marie Amélie; jejími kmotry byli její prastrýc arcivévoda Jan Habsbursko-Lotrinský a prababička Marie Amálie, francouzská královna-vdova, která od revoluce v roce 1848 žila v exilu ve Velké Británii. Protože byla příliš stará na to, aby mohla jet do Belgie na křest, vyjádřila Marie Amálie přání, aby její kmotřenka dostala křestní jméno první belgické královny, její nejstarší a milované dcery, která předčasně zemřela.
Její otec popsal Luisu takto: „Je velmi moudrá, její tvář je již bílá a růžová jako tvář její matky. Králi Leopoldovi připadá velmi hezká, doufám, že jednou bude, ale zatím si všímám jen toho, že má velké tmavé oči a bohužel! obrovský nos, hodný mého v každém ohledu." 12. června 1859 se narodil bratr Leopold, který byl jako nejstarší syn brabantského vévody titulován hrabětem z Hainautu a jehož narození jako by zajišťovalo udržitelnost nedávno vzniklého belgického královského rodu. Mladší sestra Štěpánka se narodila 21. května 1864.
10. prosince 1865 zemřel po 34 letech vlády král Leopold I., zakladatel belgické dynastie, a na trůn nastoupil jeho syn Leopold II. Pro sedmiletou Luisu a šestiletého Leopolda tato nová situace přinese některé změny v jejich každodenním životě. Následníkem trůnu se stal hrabě z Hainautu, který byl povýšen na brabantského vévodu. Luisa a její bratr, kteří byli dosud pod vedením vychovatelky, slečny Legrandové, byli nyní obdarováni vychovatelem: Hrabě Ignace van der Straten-Ponthoz, major dělostřelectva, kterému ve funkci pomáhal mladý dělostřelec Albert Donny. Oba muži vstoupili do služeb královských dětí 4. března 1866. Luisa a její bratr dávali přednost Donnymu a přezdívali van der Straten-Ponthozovi „kárající hrabě“ (comte grondeur). Louise měla svéhlavou, až obtížnou povahu.

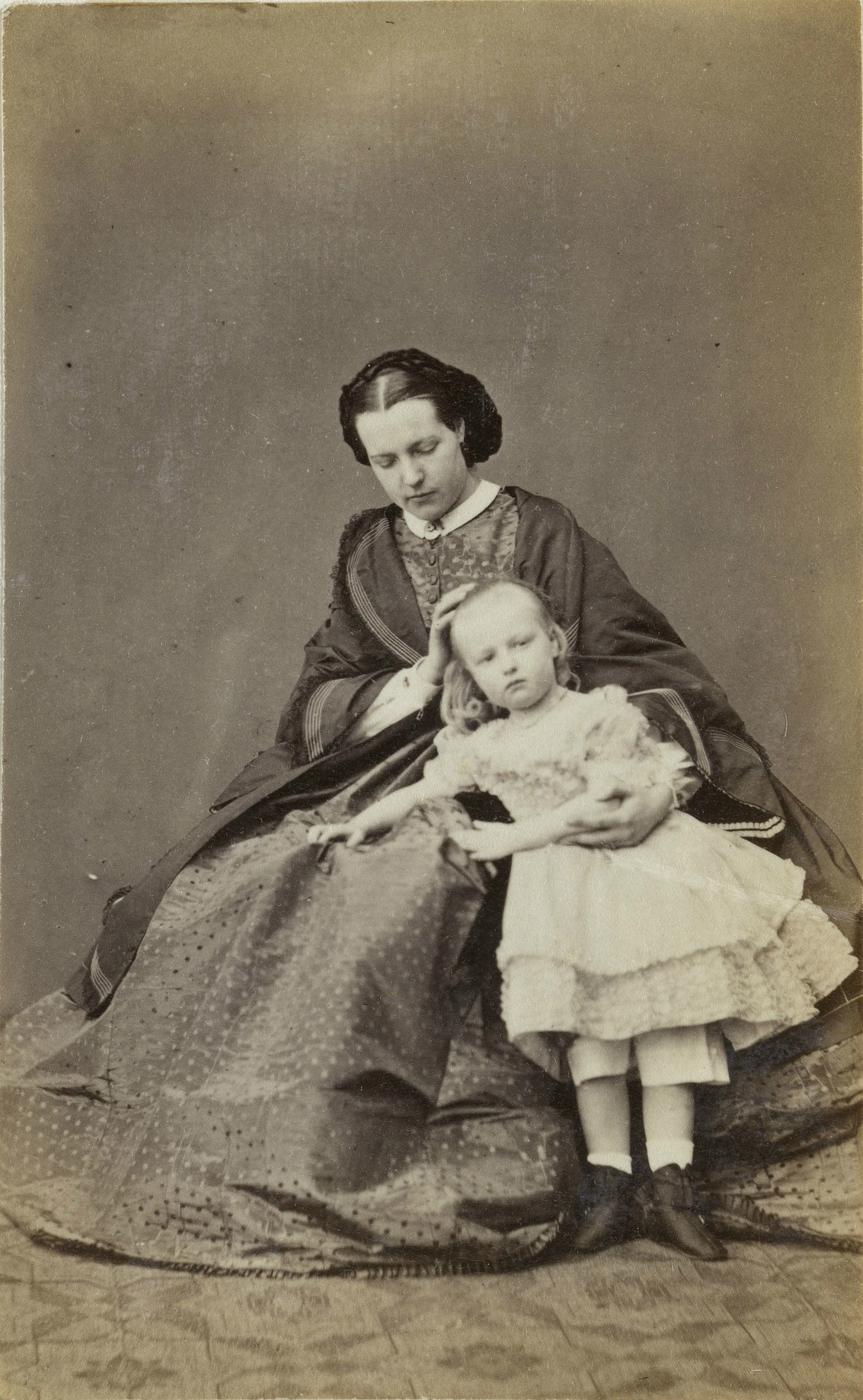
Luisa se svou matkou Marií Jindřiškou, 1863

Luisa se spřátelila s některými svými vrstevníky, kteří na panství Laeken několikrát pobývali: Blanche Orleánská (dcera vévody z Nemours), Marie Kristýna Rakouská (budoucí španělská královna), a dokonce i Beatrix Britská (nejmladší dcera královny Viktorie). Když byly odloučeny, psala jim Luisa krátké dopisy, záminky pro svá kaligrafická cvičení.
Od svých šesti let využívala Luisa domácího vzdělávání od učitelů, kteří jí poskytovali různé kurzy: Louisa se věnovala výuce francouzštiny, angličtiny, němčiny a italštiny a výuce matematiky, jízdy na koni, dějepisu, náboženství a hudby. Úroveň princeznina vzdělání však nebyla příliš vysoká: „Programy neměly dostatečný rozsah. V přísné výzdobě studovny se většinou příliš primitivně uplatňovaly dějiny, zeměpis, literatura, matematika; převažující místo bylo ponecháno dekorativnímu umění: malbě, kresbě, hudbě a také vyšívání."
Pokud byly školní programy neúplné, kázeň byla na vysoké úrovni, jak vypráví Luisa: „Matka nás, mě a mé sestry, vychovávala po anglicku. Naše pokoje připomínaly spíš klášterní cely než knížecí byty... Královna mě od mládí učila, že se mám obejít bez služebnictva." O Leopoldovi II. napsala: „Muž, kterého znovu vidím, když si vzpomenu na krále, je vždy ten, jehož mlčení děsilo mé dětství... Král se o mě a mé sestry téměř nestaral. Jeho pohlazení byla vzácná a krátká. Byly jsme před ním vždycky pod dojmem. Připadal nám mnohem víc jako král než jako otec."

#### Rodinná tragédie
Na jaře roku 1868 se téměř devítiletý Leopold, vévoda brabantský, nachladil po pádu do rybníka v parku Laeken. Jeho stav se rychle zhoršoval: lékař diagnostikoval akutní zánět osrdečníku. V létě se zdálo, že se uzdravil, ale kašel přetrvával. Lékař doporučil odstranění jazylky a tuto operaci provedl, poté se jeho mladý pacient odjel zotavit do Ostende. Královna Marie Jindřiška se izolovala ve Spa, aby si odpočinula, zatímco král Leopold II. zdržovaný státními záležitostmi a jeho dvě dcery zůstali v Laekenu. V srpnu byl Leopold, trpící otokem, přivezen zpět do Laekenu. Královna od té doby neopustila synovo lůžko. Po přijetí posledních svátostí v září vypadal malý pacient lépe, ale jeho stav se opět zhoršoval, až 22. ledna 1869 zemřel. Během nemoci vévody brabantského si Luisa plně uvědomovala vážnost bratrova stavu, za který se před rozloučením s ním modlila.
Toto první drama v životě mladé princezny a celé belgické královské rodiny hluboce zasáhlo Luisu, která o něm napsala ve svých pamětech: „Byla to slza v mé duši... Odvážila jsem se, vzpomínám si, proklít Boha, zapřít ho... Bez něj jsem si už nedokázala představit existenci." Novým následníkem trůnu se stal Luisin strýc z otcovy strany princ Filip, hrabě flanderský, a o pět měsíců později, 3. června téhož roku, se flanderské hraběnce narodil chlapec, který dostal staré národní křestní jméno Baudouin. Král Leopold II. živil naději, že se dočká druhého syna, a proto obnovil intimní život s královnou; po potratu v březnu 1871 se však 30. července 1872 narodila třetí dcera: Klementina, poslední dítě královského páru.

### Manželství

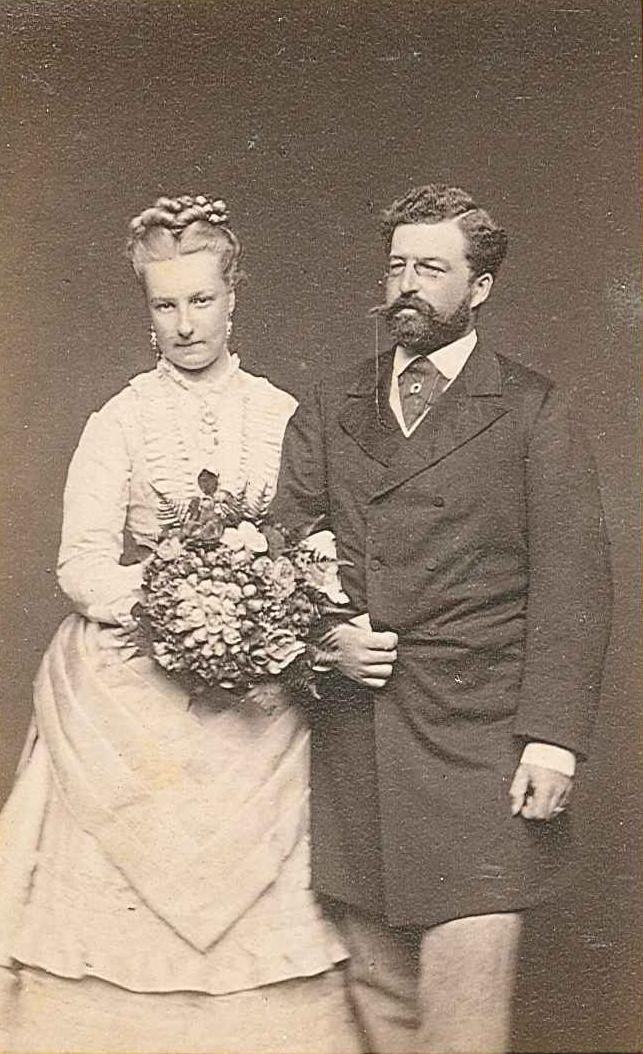
Princezna Luisa a její manžel, princ Filip Sasko-Kobursko-Gothajský, 1875

Luisa právě oslavila čtrnácté narozeniny, když se o ni začalo zajímat několik evropských princů, protože měla příjemný zevnějšek a její otec byl údajně bohatý. Král Leopold II. se dlouho obával, že ji bude muset dát za ženu císařskému princi, synovi a dědici Napoleona III, protože Bonapartovy považoval za zbohatlíky. Po pádu Druhého francouzského císařství a vyhlášení francouzské Třetí republiky tato „hrozba“ pominula a o ruku ještě nezletilé princezny se velmi rychle ucházeli dva kandidáti: Fridrich Hohenzollernský - bratr flanderské hraběnky (švagrové Leopolda II.) - a první bratranec krále Leopolda II., princ Filip Sasko-Kobursko-Gothajský (příslušník kohárské větve rodu).
Filip předložil svou žádost o Luisinu ruku v roce 1872 a zopakoval ji v létě 1873, kdy se po cestě po světě vydal v doprovodu své matky, princezny Klementiny Orleánské, do Ostende na oficiální návštěvu belgických panovníků. Filip byl z otcovy i matčiny strany dvojnásobně spřízněn s belgickou královskou rodinou, neboť byl členem rodu Sasko-Kobursko-Gothajského prostřednictvím svého otce, prince Augusta, a zároveň vnukem francouzského krále Ludvíka Filipa I. (jehož druhé jméno nesl) prostřednictvím své matky, princezny Klementiny, která byla sestrou belgické královny Luisy, čímž se Filip stal prvním příbuzným Leopolda II. prostřednictvím jejich matek. Tím se Filip a Luisa stali příbuzní z otcovy strany z druhého kolena a bratranci z matčiny strany z prvního kolena z jednoho pohledu. Pobývající ve Vídni a povolaný zdědit otcovo jmění v podobě honosného majorátu v Uhrách, princ, který se již tehdy těšil přízni královny Marie Jindřišky (nostalgicky vzpomínající na své rodiště), se nakonec prosadil i jako privilegovaný kandidát v očích krále Leopolda II, který si nepřál sblížení s Pruskem tak brzy po prusko-francouzské válce v roce 1870.
Z rodinného a politického hlediska byl Filip také spojencem několika evropských dvorů. Jeho zesnulá teta z otcovy strany, princezna Viktorie Sasko-Kobursko-Gothajská, se provdala za orleánského prince Ludvíka, vévodu z Nemours, druhého syna krále Ludvíka Filipa I. Jejich dva synové se skvěle oženili: nejstarší Gaston, hrabě z Eu, s Isabelou, císařskou princeznou z Brazílie, a druhý Ferdinand, vévoda z Alençonu, s bavorskou vévodkyní Žofií Šarlotou, sestrou císařovny Alžběty Rakouské, „Sissi“, a stal se tak švagrem císaře Františka Josefa I. A konečně Filipův strýc z otcovy strany, princ Ferdinand Sasko-Kobursko-Gothajský, se sňatkem s královnou Marií II. stal portugalským a algarvským králem-manželem. Pokud jde o Filipovu sestru, princeznu Klotyldu Sasko-Kobursko-Gothajskou, ta byla šťastně provdána za bratra královny Marie Jindřišky, arcivévodu Josefa Karla Rakouského, titulárního palatina uherského.
Luisa byla od sňatkových jednání o ní držena stranou. Jakmile však byla informována o svém nadcházejícím zasnoubení, vzpomínala na svého budoucího manžela, o čtrnáct let staršího, zahlédnutého při jeho návštěvách v Bruselu, v dobrém, a pokud si řekli nepodstatné věci, měla dojem, že „ho dobře zná a vždycky znala." Těšila se na svatbu. Zásnuby, které byly uzavřeny 25. března 1874, trvaly rok, protože Luisa nebyla plnoletá a vzhledem k tomu, že ženich i nevěsta byli blízcí příbuzní, byl nutný papežský dispens. Po finančních jednáních (král Leopold II. si přál co nejmenší výdaje) se manželé vzali 4. února 1875 v královském paláci v Bruselu.
Před návratem do svého hlavního sídla, vídeňského paláce Coburg, kam by si Luisa ráda vzala jednu ze svých věrných komorných, což jí však nebylo dovoleno, navštívili snoubenci několikrát dvůr v Gotě a Drážďanech. Každý večer Filip nechal svou mladou ženu servírovat hojně opojných vín, než ji podrobil svým erotickým výkladům. Luisa pak objevila Prahu a Budapešť.
15. března 1875 objevila Luisa své nové sídlo a byla jím hluboce zklamaná: „Když jsem do něj vstoupila, byla mi zima. Zvenku vypadá skvěle. Uvnitř je ponuré... Můj pokoj mě vyděsil. Představte si středně velký pokoj, zařízený do poloviny stěny malými skříňkami z tmavého dřeva, uzavřený modrými závěsy, za které jsem se nikdy nechtěla podívat! Uprostřed tohoto ráje obrovská vitrína plná princových vzpomínek z cest: vycpaní ptáci s dlouhými zobáky, zbraně, bronzy, slonoviny, Buddhy, pagody. Srdce se mi zvedlo!" V tomto prostředí, které se jí nelíbilo, Filip a jeho matka Klementina o všem rozhodovali. Luisa se tomuto novému životu nepřizpůsobila: jestliže její tchán byl samolibý muž, princezna Klementina byla charakterní žena a majetnická matka, která své sedmnáctileté snaše neomaleně vnucovala svůj životní styl.
Mladý pár se pravidelně hádal. Filip chtěl svou ženu, kterou považoval za svůj majetek, proměnit a snažil se mladou ženu zasvětit do sexuality, kterou ona neschvalovala, a dával jí číst odvážné knihy nebo ji nutil objevovat svou erotickou sbírku přivezenou z Japonska. Luisa se mstila tím, že vedla rozmařilý život spořivé společenské dámy, kde svou krásou přitahovala a svým chováním šokovala vídeňský dvůr. Měla velmi bystrý pozorovací smysl, talent napodobovat a kousavou satiru, která ráda upozorňovala na chyby svých bližních. Vídeňská společnost jí rychle přisoudila několik milostných afér.

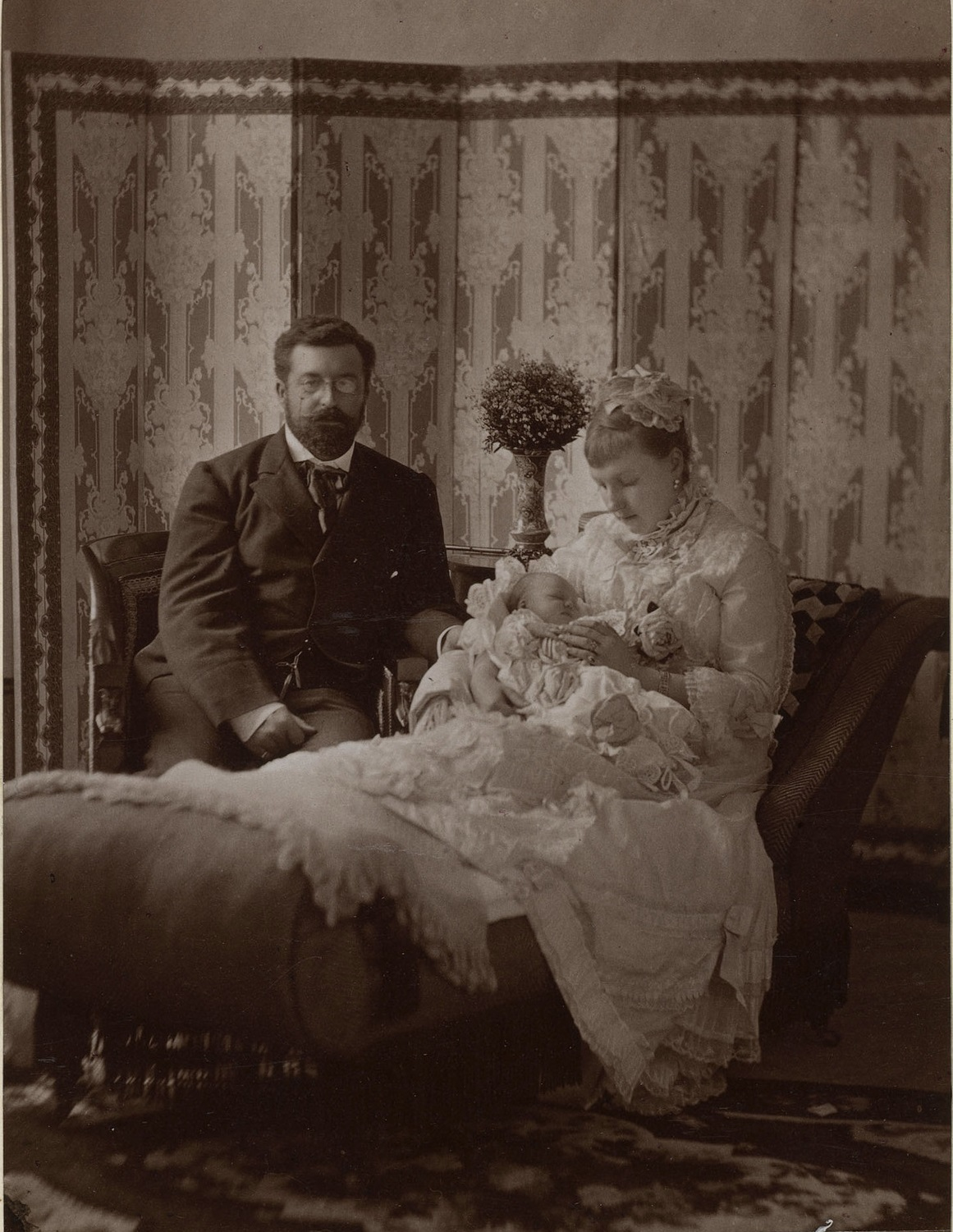
Luisa s manželem a synem, 1878

Když Luisa s manželem pobývala v létě 1876 v Bruselu s panovníky, král Leopold II. svou dceru ignoroval. Nepochybně se dozvěděl o manželských sporech a slyšel o Luisině pověsti ve Vídni. Rozvrácenému manželskému páru se přesto narodily dvě děti: syn Leopold Klement (narozen 19. července 1878) a dcera Dorotea (narozena 30. dubna 1881); Luisa navíc v letech 1886 a 1888 dvakrát potratila. Tato dvě narození však manžele, kteří se často hádali, nesblížila. Luisa byla stále nepřátelštější, množily se jí záchvaty vzteku vůči manželovi a neužívala si roli matky. Od roku 1887 byly její děti vychovávány odděleně, aby se jim dostalo přizpůsobeného programu: Leopold Klement spadal pod vychovatele, zatímco Dorotea byla svěřena guvernantce.
Luisa se díky svému nonkonformismu a kráse spřátelila s Rudolfem, rakouským korunním princem, který byl v jejím věku; přemlouvala ho, aby se oženil s její mladší sestrou Štěpánkou. Svatba se konala 10. května 1881 ve Vídni. Když se Štěpánka usadila na rakouském dvoře, její matka Marie Jindřiška ji varovala: „Vyhýbej se Luise, a když ji uvidíš, domluv jí, dej jí dobrý příklad. Luisa není opravdová. Je velmi lehkomyslná." Sňatek korunního prince ještě více sblížil s Koburky, ale pokud si Luisy vážil, sdílel přesto Filipovu zhýralost. Rudolf měl navíc se svou mladou ženou, která mu dala dceru, jen málo společných zájmů. Postižen pohlavní chorobou nakazil svou ženu, která se stala neplodnou. Zklamaný v citovém i politickém životě vedl Rudolf zhýralý život až do incidentu v Mayerlingu v roce 1889.

#### První nevěry
V roce 1883 navázala Luisa vztah s baronem Daniëlem d'Ablaingem de Giessenburg, vojenským atašé svého manžela. Královna Marie Jindřiška se snažila svou dceru přesvědčit, aby se s důstojníkem rozešla. Vztahy mezi Luisou a její matkou zůstávaly nestabilní, ale královna byla potěšena, že se se svými dvěma dcerami a zetěm opět setkala během oslav pořádaných v Bruselu na počest padesátého roku vlády krále Leopolda II. v dubnu 1885.

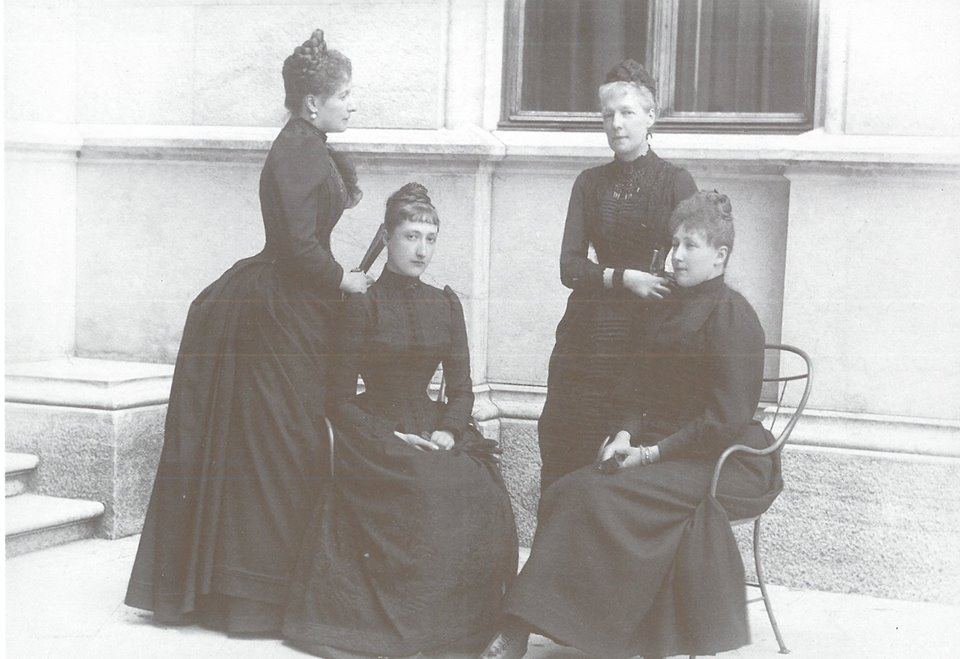
Belgická královna Marie Jindřiška (stojíc vpravo) a její tři dcery. Zleva doprava: Luisa, Klementina a Štěpánka, 1889.

Když baron d'Ablaing v roce 1888 nečekaně zemřel, nahradil ho Filip mladým maďarským šlechticem, baronem Nicolasem Dörym de Jobahàza, vynikajícím jezdcem a milovníkem lovu. Luisa k Dörymu, s nímž se často vídala, protože jeho funkce pobočníka vyžadovala každodenní přítomnost u koburského páru, rychle prožila vášnivé city. Döry je dokonce doprovázel při zahraničních pobytech Luisy a Filipa, kteří často cestovali do Německa a Itálie. V únoru 1890 během cesty, která trojici vedla z Paříže přes Španělsko do Alžírska, Luisa s potěšením spatřila svou sestřenici Marii Kristýnu Rakouskou, která se stala regentkou Španělského království za svého nezletilého syna Alfonse XIII.
Zatímco Filip k Luise stále něco cítil, ta využila manželovy nepřítomnosti k tomu, aby trávila co nejvíce času s Nicolasem Dörym. Z prostého flirtu se stala aféra, kterou se Filip snažil ukončit s pomocí své tchyně Marie Jindřišky. V srpnu 1890 přijala Döryho o samotě v Ostende, ale rozhovor nezastavil průběh milostného vztahu, který pokračoval až do Döryho svatby v říjnu 1893.
V roce 1894 se Luisa s manželem vydala na dlouhou cestu do Egypta. Neocenila hned půvab této země, kde jí všechno vadilo: hluk, tlačenice, pošmourné počasí. Trpěla samotou, ale postupně se jí začalo líbit, jak dokládá tento dopis Štěpánce: „Teď se mi tady život líbí... Pyramidy mě velmi zklamaly, ne krajina, která je zvláštní, ale to samotné. Nahoru jsem nešla, bylo to příliš únavné, když byl Filip nahoře, sedla jsem na velblouda, což mě velmi bavilo."
Historik Olivier Defrance analyzoval „Döryho aféru“ jako prohloubení všech problémů koburského páru: „Luisino neúprosné odcizení od manžela, přílišné vměšování rodiny do manželského páru, především belgické královny, a depresivní stav princezny." Koncem roku 1894 se zdálo, že se potíže zmírnily, a Luisa se přiblížila svým dětem.

#### Evropský skandál
V květnu 1895 se Louisa ve vídeňském Prátru seznámila s chorvatským důstojníkem, o devět let mladším hrabětem Gézou Mattachichem, který se stal její velkou láskou a mecenášem. Od tohoto prvního setkání Luisa propadla Mattachichovu kouzlu. Denně chodila do Prátru, kde doufala, že ho ještě někdy uvidí, stejně jako do Opery. Následujícího roku Mattachich, nedávno povýšený na nadporučíka císařského a královského uherského pluku, odcestoval do Opatije na rakouské riviéře, kde se doslechl o Luisině přítomnosti a představil se jí na plese. Také zamilovaná Luisa mu nabídla vedení svých stájí a chtěla, aby jí dával hodiny jízdy na koni. Na jaře 1896 se Mattachich stal ředitelem Luisiných stájí, která ho také pověřila správou svých financí. Jejich spojení se rychle stalo známým a císař František Josef I. si Luisu v této věci předvolal. Připomněl jí, že má manžela, a doporučil jí, aby odcestovala a zdržela se vystoupení na příštím dvorním plese. Od toho dne byla, řečeno Mattachichovými slovy, „jen padlou ženou bez jakékoli opory."
Luisina aféra se stala známou po celé Evropě. Královna Marie Jindřiška a král Leopold II. zakázali Štěpánce stýkat se se svou starší sestrou, která již nebyla v Belgii vítaná. Dne 18. února 1898, v den Luisiných narozenin, vyzval princ Filip Gézu Mattachiche na souboj, aby si zachoval čest zhrzeného manžela, ale se svým protivníkem prohrál. Po skončení souboje se Mattachich připojil k Luise v Nice, kde byla se svou dcerou. Filipovi se podařilo Doroteu od matky oddělit tím, že mladou dívku a jejího snoubence Ernesta Günthera ze Šlesvicka-Holštýnska-Sonderburska-Augustenburska poslal do Drážďan. Filip se poté pokusil uhradit manželčiny velké dluhy, ale nepodařilo se mu plně uspokojit požadavky věřitelů. Obrátil se na svého tchána, krále Leopolda II, který odmítl jakkoli přispět. Nakonec dluhy uhradil sám císař František Josef I. z osobních financí, což způsobilo rozpad vztahů mezi belgickým králem a rakouským císařem.

#### Zbavení svobody
V roce 1898, několik týdnů po souboji, se Filip a rakouský císař rozhodli přivést Luisu zpět do Rakouska a vymanit ji z Mattachichova vlivu. Filip, podporovaný ve svých záměrech belgickými panovníky, pak nechal svou ženu prohlásit za nepříčetnou a přesvědčil císaře Františka Josefa I., aby ji nechal zavřít do psychiatrické léčebny. Luisa měla na výběr mezi návratem do paláce Coburg a internací v léčebně. Zvolila druhé řešení: pečovatelský dům v Döblingu u Vídně, kde byla umístěna ve zvláštním pavilonu, izolovaná od ostatních obyvatel kvůli svému postavení.
Při vstupu do Döblingu v květnu 1898 byla Luisa pozorována různými lékaři, zatímco hrabě Geza Mattachich byl obviněn z padělání směnek podepsaných jmény Luisy a Štěpánky a uvězněn ve vojenském vězení v Záhřebu. V lednu 1899 byl Geza odsouzen do vojenského vězení v Möllersdorfu jižně od Vídně.

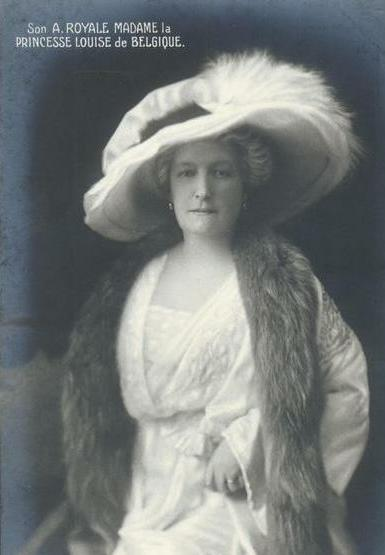
Princezna Luisa, kolem roku 1900

V listopadu 1898 byla Luisa převezena do sanatoria v Purkersdorfu nedaleko Vídně, kde se jí dostalo příznivějšího zacházení než v Döblingu. Po zveřejnění několika článků v rakouském tisku příznivých pro jeho ženu se Filip domníval, že by se jeho vlastní situace v Rakousku mohla stát delikátní. Rozhodl se proto nechat Luisu usadit mimo říši. Dne 17. června 1899 byla proto Louisa převezena do dalšího léčebného ústavu, tentokrát se nacházejícího v Sasku, do sanatoria Lindenhof v Coswigu, kde měla k dispozici vilu v parku a kde bydlela se svou dvorní dámou Annou von Gebauer a služebnou Olgou Börner. Během let internace Luisa kromě dcery Dorotey, kterou chtěla znovu vidět v únoru 1903, nepřijala žádnou další návštěvu svých příbuzných, dokonce ani Štěpánku..
Ve vazbě nedaleko Vídně se Geza seznámil s Marií Stögerovou, třiadvacetiletou vdanou ženou, která se z tisku dozvěděla o poměru s Luisou a rozhodla se pracovat jako kuchařka ve věznici Möllersdorf, kde byl Geza držen. V červnu 1899 k němu nastoupila, podařilo se jí získat jeho důvěru a stala se jeho milenkou. Aby dosáhla propuštění svého milence, účinně spolupracovala s právními poradci, než byla v červnu 1901 propuštěna z vězení. Žila však v blízkosti věznice a podporovala publikování článků v tisku ve prospěch svého milence. Dne 27. srpna 1902 byl Geza omilostněn a propuštěn. V lednu 1903 poskytl Geza rozhovor francouzskému novináři a vydavateli Henrimu de Noussannovi, který se stal jeho přítelem a s nímž probíral své plány na osvobození Luisy. Výměnou za exkluzivní práva na příběh o plánovaném dobrodružství pro jeho deník Le Journal vyplácel Mattachichovi po dobu jednoho roku měsíční rentu ve výši 4 000 franků.

#### Mezi rozvodem a soudem
Geza Mattachich vydal v lednu 1904, nejprve v Lipsku, své paměti nazvané „Šílenství z důvodu státu“ (Folle par raison d'État), které byly skutečnou výzvou k propuštění Luisy. Mattachich líčil okolnosti Luisiny internace, její nešťastné dětství mezi nesourodými rodiči a sňatek, který jí byl vnucen, čímž se dostala do nejednoznačné situace u vídeňského dvora, kde byla povinna dodržovat ceremoniál, ale kde se stala „obětí dvorských intrik." Dílo, přeložené i do francouzštiny, se v Evropě setkalo s malým úspěchem a v Rakousko-Uhersku bylo zabaveno a zakázáno.
Geza pak svůj plán uskutečnil a 31. srpna 1904 se mu podařilo osvobodit princeznu, která se tehdy nacházela v termální léčebně v saském Bad Elsteru, kde byl dohled poněkud zmírněn. Po dlouhé cestě dorazili Luisa, Geza a Maria Stögerová (která právě sdělila princezně pravou podstatu jejího vztahu s Mattachichem) do Francie, kde se ubytovali v hotelu Westminster v pařížské Rue de la Paix. Reakce belgické královské rodiny byly živé: hraběnka z Flander (Luisina teta) napsala své dceři Henriettě, že tento únos je neuvěřitelná věc a že její neteř o svém osudu neví. 
V roce 1905 byla Luisa při lékařské prohlídce provedené soudními orgány v Paříži prohlášena za „duševně zdravou." Princ Filip navrhl smírnou rozluku s pohodlnou měsíční penzí 7 000 rakousko-uherských korun. Rozvod byl nakonec vyhlášen v Gothě 15. ledna 1906, ale Luisa, zvyklá žít rozmařile, se opět zadlužila a cestovala s Mattachichem po Evropě, prchajíc před četnými věřiteli. Od roku 1907 již Maria Stögerová s Luisou a Gézou pravidelně nepobývala, ale ten si z Louisiny dvorní dámy Anny von Gebauer udělal novou milenku. Zatímco právě podepsala v Berlíně uznání dluhů ve výši 250 000 marek, Luisa se v listopadu 1907 dozvěděla, že její podíl na špercích zesnulé královny Marie Jindřišky (zemřela v roce 1902), zabavený věřiteli, byl dán do veřejného prodeje. Poté byl Luisin šatník rozprodán v dražbě ve Vídni.
Když král Leopold II. v prosinci 1909 zemřel, Luisa se vrátila do Belgie, ale kvůli soužití s Mattachichem musela zůstat ve stínu pohřebních obřadů. Luisa a její sestry zjistily, že jejich otec odkázal svou hlavní milenku, francouzskou prostitutku Caroline Lacroix, jako hlavní dědičku své závěti a část dědictví královskému fondu, ale také záměrně ukryl majetek zahrnutý do své pozůstalosti ve fiktivních společnostech v Německu a Francii. Jeho cílem bylo nejen připravit o něj své dcery, ale také umožnit pokračování jeho urbanistických projektů. Luisa byla odhodlána získat svůj podíl na otcově dědictví. Belgický stát nabídl finanční transakci třem princeznám, z nichž každá měla obdržet částku 2 miliony franků. Zatímco Štěpánka a Klementina návrh přijaly, Luisa jej odmítla a v prosinci 1910 zamýšlela první soudní proces proti státu a svým dvěma sestrám. V dubnu 1911 Luisa iniciovala druhý soudní proces týkající se francouzských společností vytvořených Leopoldem II. V roce 1912 se Louisa s pomocí své sestry Štěpánky, která se stala jejím spojencem, zastala Henriho Jaspara a Paula-Émila Jansona a vytrvala ve svých právních krocích. Obě princezny odmítly uzavřít novou smírnou dohodu se státem, načež je odvolací soud v Bruselu v dubnu 1913 zamítl. Dne 22. ledna 1914 však byla uzavřena dohoda mezi Luisou, belgickým státem a některými jejími věřiteli: Podobně jako její mladší sestry měla dostat něco přes 5 milionů franků z majetku svého zesnulého otce.

### Pozdější léta života

#### První světová válka
Když v roce 1914 vypukla první světová válka, bydleli Luisa a Geza ve svých apartmánech v Parkhotelu ve Vídni-Hietzingu. Luisa napsala: „Válka mě ve Vídni překvapila. Až do prvních válečných akcí jsem se nemohla přimět k tomu, abych tomu uvěřila... Byla jsem od prvního dne války pro vídeňský dvůr ,,nepřátelským subjektem", příliš šťastná, že jsem našla příležitost ještě vyniknout ve svém ohledu. Byla jsem vyzvána, abych co nejrychleji opustila území dvojí monarchie. Policejní prezident mi přišel osobně oznámit tento rozsudek... Odjela jsem do Belgie. Události mě zastavily až v Mnichově. Německá armáda zablokovala cestu a moje vlast měla zažít hrůzy, za které bylo původně zodpovědné Prusko." Až do srpna 1916 žili Luisa a Geza v Mnichově s Marií Stögerovou, která se k nim připojila o půl roku dříve, aniž by trpěli přílišným nedostatkem, ale pak se finanční prostředky ztenčily. Roční penze ve výši 50 000 franků, kterou jí belgický stát vyplácel jako belgické princezně, byla snížena a Luisa si vzala nové půjčky. V dubnu 1916 zemřel za tragických okolností její syn Leopold Klement, který se otevřeně postavil na stranu svého otce a odmítal jakýkoli kontakt s matkou, po hádce se svou milenkou, která mu před sebevraždou chrstla do obličeje kyselinu a pak ho čtyřikrát střelila.
Dne 25. srpna 1916 byl Geza zatčen na popud rakouské vlády, která ho jako chorvatského poddaného podezřívala ze spiknutí proti říši. Byl poslán do tábora nedaleko Budapešti. Luisa opět zažila chudobu a musela prodávat své šperky, aby si zajistila živobytí. V listopadu byla nucena přestěhovat se do jiného hotelu v rakouském hlavním městě. Na začátku roku 1917 činily její dluhy 30 milionů marek. Byla prohlášena za insolventní a bezmocně se zúčastnila dražby veškerého svého majetku. Byla nucena vzít si pokoj v malé vile ve městě a přežít díky několika občasným intervencím své dcery Doroty a sestry Štěpánky. Jednoho dne ji navštívil posel od Gézy, kterému se podařilo vyvézt ji z Rakouska a usadit v Budapešti. Geza, stále vězněný, ji však dokázal krátce navštěvovat a kontakty se Štěpánkou se obnovily. V dubnu 1919 se Luisa vrátila do Vídně, protože musela opustit Maďarsko na příkaz Bély Kuna, jednoho z vůdců Maďarské republiky.

#### Pokus o návrat do Belgie a smrt
Po uzavření příměří 11. listopadu 1918 a osvobození Belgie byl Luisin majetek zabaven, protože ji belgický stát považoval za Maďarku. Poté se rozhodla, pravděpodobně díky pomoci Henriho de Noussanne, sepsat své paměti, které vyšly v Paříži v roce 1921 pod názvem Autour des trônes que j'ai vu tomber („Kolem trůnů, které jsem viděla padnout“); v nich si vyřizovala účty s různými lidmi svého života, včetně svého otce Leopolda II; dílo však věnovala „velkému muži a velkému králi, kterým byl její otec." Dne 3. července téhož roku zemřel v Coburgu její bývalý manžel princ Filip; Luisa byla zřejmě vyloučena z jakéhokoli dědictví.
Luisa, která se od roku 1920 pokoušela vrátit do Belgie a která se v rodné zemi stala nežádoucí kvůli svému postavení „nepřátelského poddaného," byla nucena zůstat za belgickými hranicemi, aby nepohoršila veřejné mínění, které bylo stále ještě zmítáno válkou.
Během ilegálního pobytu v Paříži zemřel Geza Mattachich 1. října 1923 ve skromném hotelu, kde byl s Luisou ubytován, na urémii zhoršenou srdečními chorobami. Nyní zcela izolovaná, protože jí žádný člen belgické královské rodiny nechtěl v Belgii pomoci ani ji přijmout, nabídla v prosinci téhož roku belgická generální konzulka v Paříži Luise, aby se usadila ve Wiesbadenu, kam se přestěhovala do hotelu Nassauer Hof s komornou a služkou.
V únoru 1924 trpěla Luisa akutními oběhovými potížemi, které se náhle zhoršily dvojitým přetížením. V sobotu 1. března brzy odpoledne ji navštívil přítel Julius Fritz, který si všiml, že umírá. Fritz se vydal vyhledat kněze, aby jí udělil poslední pomazání, ale když se s duchovním vrátil, mohli oba muži pouze konstatovat Luisinu smrt ve 14 hodin odpoledne. O tři dny později, po velmi střízlivém pohřebním obřadu, byla pohřbena na jižním hřbitově ve Wiesbadenu. Nepřítomná během pohřbu své příbuzné, belgická královská rodina (která za sebe vyslala svého důvěrníka barona Augusta Goffineta), ji oplakávala měsíc.

## Vývod z předků
|                |                                      |  |                               |                                          |  |  |  |  |  |  |  | Arnošt Fridrich Sasko-Kobursko-Saalfeldský |
|                |                                      |  |                               |                                          |  |  |  |  |  |  |  |                                            |
|                | František Sasko-Kobursko-Saalfeldský |  |                               |                                          |  |  |  |  |  |  |  |                                            |
|                |                                      |  |                               |                                          |  |  |  |  |  |  |  |                                            |
|                |                                      |  |                               | Sofie Antonie Brunšvicko-Wolfenbüttelská |  |  |  |  |  |  |  |                                            |
|                |                                      |  |                               |                                          |  |  |  |  |  |  |  |                                            |
|                | Leopold I. Belgický                  |  |                               |                                          |  |  |  |  |  |  |  |                                            |
|                |                                      |  |                               |                                          |  |  |  |  |  |  |  |                                            |
|                |                                      |  |                               | Jindřich XXIV. Reuss z Ebersdorfu        |  |  |  |  |  |  |  |                                            |
|                |                                      |  |                               |                                          |  |  |  |  |  |  |  |                                            |
|                | Augusta Reussová z Ebersdorfu        |  |                               |                                          |  |  |  |  |  |  |  |                                            |
|                |                                      |  |                               |                                          |  |  |  |  |  |  |  |                                            |
|                |                                      |  |                               | Karolína Ernestina Erbašsko-Schönberská  |  |  |  |  |  |  |  |                                            |
|                |                                      |  |                               |                                          |  |  |  |  |  |  |  |                                            |
|                | Leopold II. Belgický                 |  |                               |                                          |  |  |  |  |  |  |  |                                            |
|                |                                      |  |                               |                                          |  |  |  |  |  |  |  |                                            |
|                |                                      |  |                               | Ludvík Filip II. Orleánský               |  |  |  |  |  |  |  |                                            |
|                |                                      |  |                               |                                          |  |  |  |  |  |  |  |                                            |
|                | Ludvík Filip Francouzský             |  |                               |                                          |  |  |  |  |  |  |  |                                            |
|                |                                      |  |                               |                                          |  |  |  |  |  |  |  |                                            |
|                |                                      |  |                               | Luisa Marie Adéla Bourbonská             |  |  |  |  |  |  |  |                                            |
|                |                                      |  |                               |                                          |  |  |  |  |  |  |  |                                            |
|                | Luisa Orleánská                      |  |                               |                                          |  |  |  |  |  |  |  |                                            |
|                |                                      |  |                               |                                          |  |  |  |  |  |  |  |                                            |
|                |                                      |  |                               | Ferdinand I. Neapolsko-Sicilský          |  |  |  |  |  |  |  |                                            |
|                |                                      |  |                               |                                          |  |  |  |  |  |  |  |                                            |
|                | Marie Amálie Neapolsko-Sicilská      |  |                               |                                          |  |  |  |  |  |  |  |                                            |
|                |                                      |  |                               |                                          |  |  |  |  |  |  |  |                                            |
|                |                                      |  |                               | Marie Karolína Rakouská                  |  |  |  |  |  |  |  |                                            |
|                |                                      |  |                               |                                          |  |  |  |  |  |  |  |                                            |
| Luisa Belgická |                                      |  |                               |                                          |  |  |  |  |  |  |  |                                            |
|                |                                      |  |                               |                                          |  |  |  |  |  |  |  |                                            |
|                |                                      |  | František I. Štěpán Lotrinský |                                          |  |  |  |  |  |  |  |                                            |
|                |                                      |  |                               |                                          |  |  |  |  |  |  |  |                                            |
|                | Leopold II.                          |  |                               |                                          |  |  |  |  |  |  |  |                                            |
|                |                                      |  |                               |                                          |  |  |  |  |  |  |  |                                            |
|                |                                      |  |                               | Marie Terezie Habsburská                 |  |  |  |  |  |  |  |                                            |
|                |                                      |  |                               |                                          |  |  |  |  |  |  |  |                                            |
|                | Josef Habsbursko-Lotrinský           |  |                               |                                          |  |  |  |  |  |  |  |                                            |
|                |                                      |  |                               |                                          |  |  |  |  |  |  |  |                                            |
|                |                                      |  |                               | Karel III. Španělský                     |  |  |  |  |  |  |  |                                            |
|                |                                      |  |                               |                                          |  |  |  |  |  |  |  |                                            |
|                | Marie Ludovika Španělská             |  |                               |                                          |  |  |  |  |  |  |  |                                            |
|                |                                      |  |                               |                                          |  |  |  |  |  |  |  |                                            |
|                |                                      |  |                               | Marie Amálie Saská                       |  |  |  |  |  |  |  |                                            |
|                |                                      |  |                               |                                          |  |  |  |  |  |  |  |                                            |
|                | Marie Jindřiška Habsbursko-Lotrinská |  |                               |                                          |  |  |  |  |  |  |  |                                            |
|                |                                      |  |                               |                                          |  |  |  |  |  |  |  |                                            |
|                |                                      |  |                               | Fridrich II. Evžen Württemberský         |  |  |  |  |  |  |  |                                            |
|                |                                      |  |                               |                                          |  |  |  |  |  |  |  |                                            |
|                | Ludvík Württemberský                 |  |                               |                                          |  |  |  |  |  |  |  |                                            |
|                |                                      |  |                               |                                          |  |  |  |  |  |  |  |                                            |
|                |                                      |  |                               | Bedřiška Braniborsko-Schwedtská          |  |  |  |  |  |  |  |                                            |
|                |                                      |  |                               |                                          |  |  |  |  |  |  |  |                                            |
|                | Marie Dorotea Württemberská          |  |                               |                                          |  |  |  |  |  |  |  |                                            |
|                |                                      |  |                               |                                          |  |  |  |  |  |  |  |                                            |
|                |                                      |  |                               | Karel Kristián Nasavsko-Weilburský       |  |  |  |  |  |  |  |                                            |
|                |                                      |  |                               |                                          |  |  |  |  |  |  |  |                                            |
|                | Henrietta Nasavsko-Weilburská        |  |                               |                                          |  |  |  |  |  |  |  |                                            |
|                |                                      |  |                               |                                          |  |  |  |  |  |  |  |                                            |
|                |                                      |  |                               | Karolína Oranžsko-Nassavská              |  |  |  |  |  |  |  |                                            |
|                |                                      |  |                               |                                          |  |  |  |  |  |  |  |                                            |